# Vilmos Diószegi
Vilmos Diószegi (* 2. Mai 1923 in Budapest; † 22. Juli 1972 ebenda) war ein ungarischer Ethnologe und Orientalist. Sein Arbeitsschwerpunkt war der Schamanismus der sibirischen Völker.